# Église Saint-Oustrille de Montoire-sur-le-Loir
L'église Saint-Oustrille est une église catholique située à Montoire-sur-le-Loir, en France.

## Localisation
L'église est située dans le département français de Loir-et-Cher, sur la commune de Montoire-sur-le-Loir. La paroisse de Saint-Oustrille fut absorbée entre 1790 et 1794.

## Historique
L’ancienne église Saint-Oustrille, bâtie au pied du château, doit son vocable à Saint Austrégésile, évêque de Bourges au VIe siècle. Elle fut construite à la fin du XIIe siècle. Composée à l’origine d'une unique nef fermée par un chevet plat, une abside de forme semi-circulaire remplaça ce dernier au XVe siècle. L’église fut agrandie par l’adjonction de deux chapelles latérales éclairées par des fenêtres ogivales.
En 1589, lors du siège du château, l’église fut prise par les protestants et transformée en forteresse. Partiellement détruite au XVIe par un incendie, elle fut réédifiée au début du XVIIe et embellie par Marie Du Bois, valet de chambre de Louis XIII, puis de Louis XIV.
A la Révolution, l’église fut vendue comme bien national en 1794 elle fut démembrée entre plusieurs parties dont chacune reçut un usage particulier. En 1946 coexistaient encore sur les lieux un chiffonnier, un marchand de vin, un ferblantier et une blanchisseuse.
L'édifice est inscrit au titre des monuments historiques par arrêté du 28 février 2020.
Bibliographie
Daniel Schweitz,  « À Saint-Oustrille de Montoire, comme en d’autres lieux : saint Greluchon, recours des femmes en mal d’enfant », in [Collectif], Patrimoine dans votre commune, 54 : Montoire et Saint-Quentin-lès-Trôo, Blois, Comité départemental du patrimoine et de l’archéologie en Loir-et-Cher, 2020, p. 249-262.